# ブロック・パーディ
- ブロック・パーディー

ブロック・パーディ（Brock Purdy, 1999年12月27日 - ）は、アメリカ合衆国アリゾナ州クィーンクリーク出身のプロアメリカンフットボール選手。NFLのサンフランシスコ・49ersに所属している。ポジションはクォーターバック。

## 経歴

### ハイスクール
パーディはアリゾナ州ギルバート (アリゾナ州)のペリー高等学校で最優秀選手に選ばれる活躍を見せ
アイオワ州立大学へ進学した。

### カレッジ
アイオワ州立大学サイクロンズでは入学当初カイル・ケンプトとゼブ・ノーランドに次ぐ三番手のクォーターバックだったが、ケンプトの怪我やノーランドの不調により先発QBに昇格し、8試合に先発し、パス220回中146回成功、2,250ヤード、タッチダウン16回、インターセプト7回、パサーレーティング169.9を記録した。
2年生の2019年はQB1として全13試合に先発、パス475回中312回成功、3,982ヤード、タッチダウン27回、インターセプト9回、パサーレーティング151.1を記録した。
3年生の2020年は12試合に先発し、パス365回中243回成功、2,750ヤード、タッチダウン19回、インターセプト9回、パサーレーティング142.1を記録し、チームはフィエスタボウルへ出場しオレゴン大学に34-17で勝利した。
4年生の2021年は全13試合に先発、パス407回中292回成功、3,188ヤード、タッチダウン19回、インターセプト8回、パサーレーティング149.0を記録した。
4年間合計で48試合出場、29勝17敗、12,170パス獲得ヤード、81タッチダウンパス・33パスインターセプト、パサーレーティング151.1を記録、32項目のチーム記録を樹立した。
4年目の2021年シーズン終了後、2022年のNFLドラフトにエントリーした。

### サンフランシスコ・49ers

#### ドラフト
ドラフトでは評価が低く、7巡目（全体262位）でようやくサンフランシスコ・49ersから指名され、Mr. イレレバント（ドラフト全体最下位）としてルーキー契約を結んだ。

#### 2022年シーズン
シーズンは2年目のトレイ・ランス、ベテランのジミー・ガロポロに次ぐ3番手QBとして開幕を迎えた。ランスは第2週シアトル・シーホークス戦で右足首を骨折し、シーズン絶望となった。ガロポロが先発QBとなり、パーディがQB2となった。
第5週のカロライナ・パンサーズ戦で大量リードした最終ドライブでニーダウンのためのスナップを受け、NFLデビューを果たした。
第7週のカンザスシティ・チーフス戦でパス9回中4回成功、66ヤード、1インターセプトを記録した。
第13週のマイアミ・ドルフィンズ戦、第1Qの途中ガロポロが足を負傷して離脱。これを受けて途中出場し、210パス獲得ヤード、2つのタッチダウンパスを記録して勝利に貢献した。Mr. イレレバントの選手がレギュラーシーズンの試合でタッチダウンパスを記録したのはNFL史上初であった。
続く第14週、トム・ブレイディ擁するタンパベイ・バッカニアーズ戦にてキャリア初先発し、35-7で勝利。NFLにおいて、キャリア初先発でブレイディに勝利した史上初のクォーターバックとなった。
以降先発QBとしては5連勝、チームは10連勝でレギュラーシーズンを終えた。また12月の攻撃部門月間最優秀新人選手に選出された。
プレイオフのワイルドカードラウンドでシアトル・シーホークスに41-23で快勝し、49ersの新人QBとして初めてプレイオフで先発勝利を記録した。
ディビジョナルラウンドではダラス・カウボーイズに19-12で勝利し、1970年以降でルーキーシーズンにプレイオフで2勝をあげた3人目のクォーターバックとなり、かつプレイオフで2試合続けて200ヤード以上投げた初めてのルーキークォーターバックとなった。
しかし、フィラデルフィア・イーグルスを相手のNFCチャンピオンシップゲームでは1Qで右腕を負傷して交代したが、リリーフしたジョシュ・ジョンソンも3Qに脳震盪で退場、やむを得ず試合に復帰したものの長いパスは投げられずに7-31で完敗した。試合後に右肘の内側側副靭帯（UCL）断裂が判明した。

#### 2023年シーズン
シーズンオフの3月に右肘靭帯の修復手術を行い、順調に回復してサム・ダーノルド、ブランドン・アレン、トレイ・ランスを抑えてQB1として開幕戦に出場した。
開幕戦のピッツバーグ・スティーラーズ戦でパーディは29回中19回のパスを成功させ、220ヤード、2タッチダウン(どちらもブランドン・アイユークへのパス)、パサーレーティング111.3を記録し、30-7で勝利した。49ersの勝利とこの日の2タッチダウンパスにより、パーディはNFL史上初めて、レギュラーシーズンでキャリア初先発から6連勝を挙げ、その先発のたびに少なくとも2本のタッチダウンパスを投げ、かつ95.0以上のパサーレーティングを記録したNFL史上初のクォーターバックになった。
第4週のアリゾナ・カージナルス戦でパーディはパス21本中20本を成功させ、283ヤード、タッチダウン1回を記録し、35-16で勝利し、1試合パス成功率95.2%という49ersのフランチャイズ新記録を樹立した。それまでのフランチャイズ記録は1991年シーズンの第8週にスティーブ・ヤングが記録した90%（20投/18成功）であった。
開幕から5連勝の後3連敗したが、第10週のジャクソンビル・ジャガーズ戦でパーディは296ヤードを投げ、3タッチダウンを記録し、パサーレーティング148.9のキャリア新記録を樹立した。
翌週のタンパベイ・バッカニアーズ戦では、パーディはパス25本中21本成功、333ヤード、タッチダウン3回を記録し、パサーレーティングは満点の158.3となった。49ersのクォーターバックがパサーレーティング満点を達成したのは1989年のジョー・モンタナ以来のことである。
プレイオフへ第1シートで進むことが決まったため、レギュラーシーズン最終戦のロサンゼルス・ラムズはプレイオフに備えて欠場した。レギュラーシーズンではパス獲得ヤード（4,280）、パサーレーティング（113.0、このシーズンのリーグ最高）でフランチャイズ記録を更新した。
リーグ最多得票でプロボウルに選出された。
ディビジョナルラウンドのグリーンベイ・パッカーズ戦で、パーディは雨のコンディションでの精度に苦労し、49ersは第3クォータまでリードされた。苦戦しながらも、パーディは12プレイ、69ヤードのドライブを成功させ、残り2分を切ったところでクリスチャン・マキャフリーがタッチダウンを決め、49ersが24-21で勝利した。パーディはこの試合でパス39本中23本を成功させ、252ヤード、タッチダウン1回を記録した。
NFCチャンピオンシップゲームでデトロイト・ライオンズと対戦したパーディは、前半15回のパスのうち7回しか成功せず、93ヤードと1インターセプトを記録し、7-24と大きなリードを許した。後半、パーディはパス16本中13本を成功させ、174ヤードと1タッチダウンを記録した。また、49ヤードのラッシングヤードを奪い17点のビハインドから巻き返し、34-31で勝利した。
第58回スーパーボウルに出場、パーディは、スーパーボウル史上最も低いドラフト指名順位のクォーターバックになった。
連覇を狙うカンザスシティ・チーフスに対し49ersは前半10-3とリードして折り返した。後半チーフスが追い上げ、残り3秒でフィルドゴールにより19-19の同点となり延長戦に突入した。先攻の49ersはフィールドゴールで3点リードしたが後攻ののチーフスがタッチダウンをあげて逆転優勝した。パーディはパス38本中23本を成功させ、255ヤード、タッチダウン1回を記録した。

#### 2025年シーズン
シーズン前の2025年5月、5年2億6,500万ドルの延長契約を結んだ。

## 詳細情報

### 年度別成績

#### レギュラーシーズン
| 年度     | チーム   | 試合 | 試合 | パス      | パス      | パス      | パス        | パス             | パス             | パス | パス | パス          | ラン      | ラン        | ラン             | ラン             | ラン | 被サック | 被サック      | ファンブル | ファンブル    |
| 年度     | チーム   | 出場 | 先発 | 成功 回数 | 試投 回数 | 成功 確率 | 獲得 ヤード | 平均 獲得 ヤード | 最長 獲得 ヤード | TD   | Int  | レイテ ィング | 試行 回数 | 獲得 ヤード | 平均 獲得 ヤード | 最長 獲得 ヤード | TD   | 回数     | ロスト ヤード | 回数       | ロスト ヤード |
| -------- | -------- | ---- | ---- | --------- | --------- | --------- | ----------- | ---------------- | ---------------- | ---- | ---- | ------------- | --------- | ----------- | ---------------- | ---------------- | ---- | -------- | ------------- | ---------- | ------------- |
| 2022     | SF       | 9    | 5    | 114       | 170       | 67.1      | 1,374       | 8.1              | 54               | 13   | 4    | 107.3         | 22        | 13          | 0.6              | 13               | 1    | 11       | 84            | 0          | 0             |
| 2023     | SF       | 16   | 16   | 308       | 444       | 69.4      | 4,280       | 9.6              | 76               | 31   | 11   | 113.0         | 39        | 144         | 3.7              | 17               | 2    | 28       | 153           | 6          | 2             |
| NFL：2年 | NFL：2年 | 25   | 21   | 422       | 614       | 68.7      | 5,654       | 9.2              | 76               | 44   | 15   | 111.4         | 61        | 157         | 2.6              | 17               | 3    | 39       | 237           | 6          | 2             |

- 2022年度シーズン終了時
- 太字は自身最高記録
- ■はリーグ最高記録

### ポストシーズン
| 年度 | チーム | 試合 | 試合 | パス      | パス      | パス      | パス        | パス             | パス             | パス | パス | パス          | ラン      | ラン        | ラン             | ラン             | ラン | 被サック | 被サック | ファンブル | ファンブル |
| 年度 | チーム | 出場 | 先発 | 成功 回数 | 試投 回数 | 成功 確率 | 獲得 ヤード | 平均 獲得 ヤード | 最長 獲得 ヤード | TD   | Int  | レイテ ィング | 試行 回数 | 獲得 ヤード | 平均 獲得 ヤード | 最長 獲得 ヤード | TD   | 回数     | ロスト   | 回数       | ロスト     |
| ---- | ------ | ---- | ---- | --------- | --------- | --------- | ----------- | ---------------- | ---------------- | ---- | ---- | ------------- | --------- | ----------- | ---------------- | ---------------- | ---- | -------- | -------- | ---------- | ---------- |
| 2022 | SF     | 2    | 2    | 37        | 59        | 62.7      | 546         | 9.3              | 74               | 3    | 0    | 109.9         | 7         | 24          | 3.4              | 13               | 1    | 3        | 23       | 0          | 0          |
| 通算 | 通算   | 2    | 2    | 37        | 59        | 62.7      | 546         | 9.3              | 74               | 3    | 0    | 109.9         | 7         | 24          | 3.4              | 13               | 1    | 3        | 23       | 0          | 0          |

## 私生活
敬虔なキリスト教徒で信仰心を公言している。記者会見やインタビューにおいて、信仰が人生に大きく影響していることを語っている。幼少の頃からマイアミ・ドルフィンズのファンで、ダン・マリーノにあやかって背番号13番を着用している。
NFLの最初の2シーズンにおいて、オフェンシブ・ラインマンのニック・ザケルジ、アルフレッド・ガティレスとルームシェアしていた。Mr. イレレバント（ドラフト最下位指名）としてプロ入りしたにも関わらずスタータークォーターバックとなったことにより、「ミスター・リレレバント」（Relevant；適切な，妥当な，関連のある）というニックネームで呼ばれている。。
2023年7月、ガールフレンドのジェナ・ブラントと婚約したことを発表した。